# Paralepis speciosa
La Paralepis speciosa Bellotti, 1878 nota in italiano come barracudina comune, è un pesce osseo marino della famiglia Paralepididae.

## Distribuzione e habitat
Questa specie, poco nota, pare endemica del mar Mediterraneo dove è presente, non comune, anche in tutti i mari italiani, compreso il mar Adriatico meridionale.
Vive in acque profonde fino a 1000 metri, ha abitudini pelagiche ma si trattiene piuttosto vicino al fondale.

## Descrizione
Ha l'aspetto tipico dei Paralepididae , allungato, compresso ai lati, con muso appuntito e con pinne ventrali e pinne pari piuttosto arretrate. La bocca è ampia ed armata di denti acuti e robusti, alcuni dei quali sono impiantati sull'osso premascellare. Gli occhi sono grandi e rotondi. Le piccole pinne ventrali sono impiantate sulla verticale della pinna dorsale. È presente una piccola pinna adiposa; la pinna anale è lunga.  La pinna caudale è forcuta e i due lobi sono appuntiti. Il corpo è ricoperto di scaglie molto piccole e argentate, che cadono facilmente al minimo contatto.
Il colore dell'animale integro è argenteo brillante con riflessi iridescenti nella parte inferiore e 7-10 larghe macchie brunastre di forma rotondeggiante sui fianchi. Le pinne sono azzurrognole, trasparenti.
Misura fino a 12 cm.

## Biologia
Vive in banchi in cui gli individui stanno con la testa rivolte verso l'alto.

### Alimentazione
Si ciba di organismi planctonici, soprattutto crostacei eufausiacei.

## Pesca
Si cattura solo occasionalmente con i retini da plancton. Molto raramente può finire nelle reti da circuizione o nelle reti a strascico.
Le carni hanno un buon sapore ma non si trovano in commercio.

## Specie affini
Il barracudina coregonoide (Paralepis coregonoides Risso, 1820) è molto simile al barracudina da cui si distingue per avere i denti molto più piccoli e per avere un solo dente più grande sulla punta del premascellare o per non averne affatto (in P. speciosa ce ne sono almeno due). Raggiunge i 25 cm.
Si trova con varie sottospecie nel Mediterraneo e nel nord Atlantico sia sulle coste americane che su quelle dell'Europa. Nei mari italiani è più comune del barracudina. Supera i 1000 metri di profondità.